# Грушецький Неван Нікандер
Грушецький Неван Нікандер (нар. 20 листопада 1930, Прага) — український поет-гуморист, драматург, громадський діяч.

## З біографії
Народ. 20 листопада 1930 р. у Празі. У 1945 р. емігрував до Німеччини, у 1948 р. — до Австралії. Поселився у Мельбурні, здобув вищу освіту в Мельбурнському університеті (1956). Працював економістом у газовій корпорації, учителював у суботній школі українознавства у Нобл Парку (1967–1990), був фінансовим референтом Української Центральної шкільної ради (з 1957).
Очолював комітет українського радіомовлення, був диктором і укладачем програм (1975–1988). З 1986 р. був секретарем Допомогового фонду українознавчих студій.

## Творчий доробок
Автор гуморесок, драматичних творів, статей.
Окремі видання:
- Грушецький Н. Вірші // З-під евкаліптів. Поезії. — Мельбурн: Просвіта, 1976. — С. 27-31.
- Грушецький Н. Дбаймо про здоров'я. Збірка на лекторат // Рідні голоси з далекого континенту: Твори сучасних українських письменників Австралії / Упоряд. та передм. А. Г. Михайленка. — К.: Веселка, 1993. — С. 88-97.
- Грушецький Н. Переклад за словником // Новий обрій. Альманах. — Мельбурн, 1999. — Ч. 11. — С. 104–105.